# Qasr-e Schirin (Verwaltungsbezirk)
Qasr-e Schirin (persisch شهرستان قصر شیرین) ist ein Schahrestan in der Provinz Kermānschāh im Iran. Er enthält die Stadt Qasr-e Schirin, welche die Hauptstadt des Verwaltungsbezirks ist.

## Demografie
Bei der Volkszählung 2016 betrug die Einwohnerzahl des Schahrestan 23.929. Die Alphabetisierung lag bei 85 Prozent der Bevölkerung. Knapp 80 Prozent der Bevölkerung lebten in urbanen Regionen.
| Zensusjahr | Einwohnerzahl |
| ---------- | ------------- |
| 2011       | 25.517        |
| 2016       | 23.929        |